# Wilhelm Stör

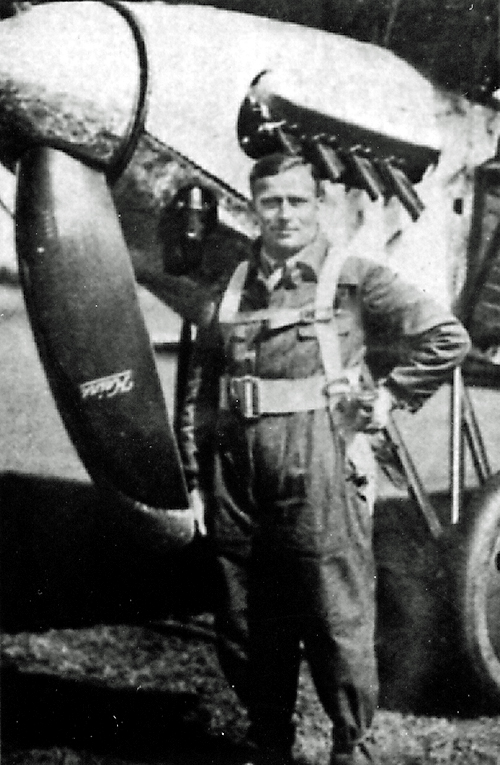
Wilhelm Stör

Wilhelm „Willi“ Stör (* 10. Mai 1893 in Witten; † 12. Dezember 1977 in Friedberg) war ein deutscher Kunstflieger.

## Leben
Wilhelm Stör diente im Ersten Weltkrieg zunächst in einem Husarenregiment, bevor er sich zur Fliegertruppe versetzen ließ. Nach bestandener Ausbildung zum Flugzeugführer flog er bis Kriegsende in der Jagdstaffel 68 und erzielte mehrere Luftsiege.
Ab Oktober 1924 arbeitete er als Fluglehrer bei der Stettiner Sportflug GmbH auf dem Flugplatz Stettin-Kreckow, ab 1927 an der Deutschen Verkehrsfliegerschule (DVS) auf dem Flugplatz Schleißheim bei München. Die DVS war eine von der Reichswehr finanzierte Einrichtung, die der geheimen Ausbildung von Militärpiloten diente. Stör schulte dort unter anderem angehende Jagdflieger.
Zu Beginn der 1930er-Jahre machte sich Stör durch die Teilnahme an Wettbewerben und bei zahlreichen Vorführungen auf Flugtagen einen Namen als Kunstflieger. Für seine Darbietungen nutzte er zunächst eine Messerschmitt M23, bevor er 1935 auf die Messerschmitt M35 wechselte. In den Jahren 1935 und 1936 wurde er auf diesem Muster Deutscher Kunstflugmeister.
Mit der Enttarnung der Luftwaffe und der damit verbundenen Auflösung der DVS im Jahr 1935, wechselte Stör als Einflieger und Testpilot zu den Bayerischen Flugzeugwerken in Augsburg, der späteren Messerschmitt AG. Für das Unternehmen reiste Stör 1941 nach Japan, wohin die Messerschmitt AG mehrere Jagdflugzeuge vom Typ Messerschmitt Bf 109 zur Evaluation geliefert hatte. Der japanische Angriff auf Pearl Harbor und der damit verbundene Kriegseintritt der USA im Dezember 1941 verhinderten seine Rückreise. Nach Kriegsende wurde er interniert und kehrte erst 1947 nach Deutschland zurück.
Nach seiner Rückkehr arbeitete er als Autoverkäufer in Augsburg und war bis ins hohe Alter als Sportflieger aktiv.

## Ehrungen
- Goldene Ehrennadel der Stadt Augsburg (1953)
- Ehrenmitglied des Luftsportverbandes Bayern
- Goldene Dädalus-Medaille des Deutschen Aero-Clubs
- Benennung der Willi-Stör-Straße im Augsburger Universitätsviertel